# The Fella with the Fiddle
Pour plus de détails, voir Fiche technique et Distribution.
The Fella with the Fiddle ou The Fella with a Fiddle est un film américain d'animation réalisé par Friz Freleng, sorti en 1937.
Produit par Leon Schlesinger et distribué par Warner Bros. Cartoons, ce cartoon fait partie de la série Merrie Melodies.

## Fiche technique
- Réalisation : Friz Freleng
- Production : Leon Schlesinger Productions
- Musique originale : Carl W. Stalling
- Montage et technicien du son : Treg Brown (non crédité)
- Durée : 7 minutes
- Pays : États-Unis
- Langue : anglais
- Distribution : 1937 : Warner Bros. Pictures
- Format : 1,37 :1 Technicolor Mono
- Date de sortie : 
  - États-Unis : 27 mars 1937

## Voix originales
- Mel Blanc : Fiddling Mouse (voix)
- Billy Bletcher : Grandpa Mouse / Tax Collector (voix)
- Bernice Hansen : Little Mice